# 2005 BS1
2005 BS1 je planetka patřící do Apollonovy skupiny. Spadá současně mezi objekty pravidelně se přibližující k Zemi (NEO). Protože se v budoucnu může značně přiblížit k Zemi, byla zařazena též mezi potenciálně nebezpečné planetky (PHA). Její dráha však prozatím není definitivně stanovena, proto jí nebylo dosud přiděleno katalogové číslo.

## Popis objektu
Vzhledem k tomu, že byla pozorována pouze krátce během mimořádného přiblížení k Zemi, nestihli astronomové provést spektroskopický výzkum. Proto o jejím chemickém složení není nic známo. Její průměr je odhadován na základě hvězdné velikosti a protože není známo ani albedo jejího povrchu, je proto značně nejistý, stejně jako údaje o hmotnosti a střední hustotě, uvedené v připojené tabulce.

## Historie
Planetku objevili 16. ledna 2005 kolem 08:20 světového času (UTC) na Lincoln Laboratory ETS. Dne 13. ledna 2005 v 10:11 UTC prolétla v minimální vzdálenosti 269 tis. km od středu Země.
Protože nebyly nalezeny žádné záznamy o jejím pozorování v minulosti, jsou parametry její dráhy velmi nejisté, a proto bude i obtížné ji nalézt při budoucích návratech do blízkosti Země.

## Výhled do budoucnosti
Ze znalosti současných elementů dráhy planetky vyplývá, že minimální vypočítaná vzdálenost mezi její drahou a dráhou Země činí 57 tis. km. K nejbližšímu velkému přiblížení k Zemi na vzdálenost 11,0 mil. km má dojít 21. ledna 2016. V 21. století dojde k podobným přiblížením ještě v létech 2073 a 2096. Kumulativní pravděpodobnost srážky se Zemí do konce století není příliš vysoká a byla vyčíslena na 8,2×10−5. Na turínské stupnici je proto klasifikována stupněm 0, na palermské -4,51. Pokud by však ke kolizi došlo, činila by rychlost střetu tělesa se Zemí přibližně 16,64 km/s. Vzhledem k odhadovaným rozměrům by její kolize se Zemí nezpůsobila pravděpodobně žádné škody.